# Mégarine (distrito)
Mégarine é um distrito localizado na província de Ouargla, Argélia, e cuja capital é a cidade de mesmo nome. A população total do distrito era de 21 823 habitantes, em 2008.

## Comunas
O distrito está dividido em duas comunas:
- Mégarine
- Sidi Slimane